# Широко-Село
Широко-Село (хорв. Široko Selo) — населений пункт у Хорватії, в Копривницько-Крижевецькій жупанії у складі громади Соколоваць.

## Населення
Населення за даними перепису 2011 року становило 32 осіб.
Динаміка чисельності населення поселення: